# 임형순 (1925년)
임형순(林亨淳, 1925년 ~ ?)은 대한민국의 전주 MBC 사장을 역임한 언론인이다. 본관은 조양이다.